# 明方村立奥明方小学校
明方村立奥明方小学校 （みょうがたそんりつ おくみょうがたしょうがっこう）は、かつて岐阜県郡上郡明方村（現・郡上市）に存在した公立小学校。

## 概要
- 現在の郡上市明宝気良、明宝二間手、明宝大谷が校区の小学校であった。1973年、寒水小学校、奥住小学校と統合。明方小学校（現・明宝小学校）の新設により廃校。
- 廃校後、校舎は1974年3月まで明方小学校奥明方分教室として使用された。
- 校舎（1937年完成）及び講堂は「旧明方小学校校舎・講堂」として、郡上市の重要文化財に指定されている[1]。校舎は1977年から明方村立博物館（現・明宝歴史民俗資料館）と使用されている。講堂は改修され、2024年に地歌舞伎の気良歌舞伎の芝居小屋「気良座」となっている。

## 沿革
- 1873年（明治6年） - 
  - 西蟈学校が開校。東気良村、西気良村の児童が通学する。
  - 楠実義校が開校。神谷村、大久須見村、寒水村、二間手村、小久須見村の児童が通学する。
- 1875年（明治8年） - 
  - 小久須見村、歩岐村、在原村が合併し、有穂村が発足。
  - 神谷村と大久須見村が合併し、大谷村が発足。
  - 楠実義校が大谷学校に改称する。校区は大谷村、有穂村となる。
- 1876年（明治9年） - 西蟈学校が気良学校に改称する。
- 1877年（明治10年） - 
  - 大谷学校が第二大学区岐阜県下第三十三番中学区郡上郡大谷村第百九番小学に改称する。
  - 　寒水村の大谷義校舎寒水支校が寒水学校として分立する。
- 1878年（明治11年） - 第二大学区岐阜県下第三十三番中学区郡上郡大谷村第百九番小学が大谷小学校に改称する。
- 1879年（明治12年） - 気良学校が現在地[注釈 2]。
- 1882年（明治15年） - 大谷小学校が公立大谷小学校に改称する。
- 1886年（明治19年） - 
  - 気良学校が気良簡易科小学校に改称する。
  - 公立大谷小学校が大谷簡易科小学校に改称する。
  - 有穂村が大谷簡易科小学校から離脱し、有穂簡易科小学校が開校する。
- 1889年（明治22年）7月1日 - 大谷村の一部（旧・神谷村）が有穂村に編入される。
- 1893年（明治26年） - 
  - 気良簡易科小学校が気良尋常小学校、大谷簡易科小学校が大谷尋常小学校に、それぞれ改称する。
  - 　有穂簡易科小学校が廃校。有穂村の児童は大谷尋常小学校に委託される。
- 1897年（明治30年）
  - 　3月 - 有穂村に有穂尋常小学校が開校し、有穂村の児童の委託を解消する。
  - 4月1日 -大谷村、寒水村、気良村、小川村、畑佐村、二間手村、奥住村が合併し、奥明方村が発足。
- 1898年（明治31年） - 大谷尋常小学校が気良尋常小学校に統合される。
- 1899年（明治32年） - 奥明方高等学校が開校。旧・大谷尋常小学校の校舎を使用。
- 1900年（明治33年） - 気良尋常小学校と奥明方高等学校が統合され、奥明方尋常高等小学校となる。
- 1905年（明治38年） - 農業補習学校を併設する。
- 1937年（昭和12年） - 新校舎（木造2階建）が完成。
- 1941年（昭和16年）4月1日 - 奥明方国民学校に改称する。
- 1947年（昭和22年）4月1日 - 奥明方村立奥明方小学校に改称する。奥明方中学校を併設。
- 1961年（昭和36年）4月 - 奥明方中学校と畑佐中学校の統合により、奥明方中学校奥明方分教室を併設。
- 1962年（昭和37年）3月 - 奥明方中学校奥明方分教室を廃止。奥明方小学校は単独校となる。
- 1970年（昭和45年）4月20日 - 奥明方村が明方村に改称する。同時に明方村立奥明方小学校に改称する。
- 1973年（昭和48年）3月 - 統合により廃校。